# Радчук Федір Іванович
Федір Іванович Радчук (*1902, Окунин, Володимир-Волинський повіт, Волинська губернія, нині Турійський район, Волинська область–1986) — український актор характерного плану родом з Волині. Народний артист УРСР (1948). З 1921 у Київському Театрі ім. Т. Шевченка, з 1923 у «Березолі», з 1935 у Харківському Державному Українському Драматичному Театрі ім. Т. Шевченка. Ролі в фільмах «Киянка», «Фата морґана», «Над Черемошем».

## Найкращі ролі

### Театр
- Яґо («Отелло» В. Шекспіра)
- Сантос («Урієль Акоста» К. Ґуцкова)
- Горіє де Сант Круа («Жакерія» за П. Меріме)
- Лизогуб і Бублик («Богдан Хмельницький» та «Платон Кречет» О. Корнійчука).

### Кіно
- 1958: Киянка — професор Зарудний